# Настенко Михайло Володимирович
Насте́нко Миха́йло Володи́мирович (8 серпня 1966, м. Київ, СРСР) — радянський, український та російський вершник, що спеціалізується на змаганнях з триборства. Кольори Росії захищає з 2009 року. Учасник Олімпійських ігор (2012). Майстер спорту міжнародного класу.

## Біографія
Михайло Настенко народився у Києві. З раннього дитинства хлопець виявляв любов до коней, можливо під впливом генів — бабуся Михайла була циганкою. У 12-річному віці вступив до кінно-спортивного клубу «Динамо», де займався верховою їздою протягом 11 років. У 1987 році Настенко взяв участь у Чемпіонаті Європи з триборства серед юнаків, що відбувався у польському місті Білий Бір. У особистому заліку Михайло на коні на ім'я Elis посів 28-ме місце, а у командних змаганнях радянські вершники зайняли 4-ту позицію.
Настенко закінчив Київський інститут фізичної культури, отримавши необхідні знання та дозвіл на тренерську роботу. У 1998 році під прапором України він був учасником Всесвітніх кінних ігор у Римі, де виступив не досить вдало, посівши лише 69 місце у індивідуальному заліку. 2002 року Михайло переїздить до Росії, проте продовжує представляти Україну на міжнародних турнірах. Вже у Росії він одружився з Тетяною Гурою, яка стала не лише його дружиною, а й тренером.
У 2008 році Настенко взяв участь у Чемпіонаті світу з триборства серед молодих коней. З конем на ім'я Fibra він посів 32-ге місце, Coolroy Piter закінчив виступ на 23-тій позиції, а Lankaster з Михайлом був знятий з турніру перед етапом конкуру.
2009 рік став у кар'єрі Настенка переломним — він змінив громадянство на російське, а разом з тим отримав можливість брати участь у провідних світових змаганнях з триборства. Так на Чемпіонаті Європи 2009 року у Фонтенбло Настенко посів доволі високе, як для себе, 39-те місце у особистих змаганнях. Два роки потому на континентальній першості 2011 у Лумюлені російський вершник своє досягнення покращити, на жаль, не зміг — 47-ма позиція. На обох провідних європейських турнірах Михайло виступав на добре знайомому йому коні української верхової породи на ім'я Fibra.
У 2012 році Настенко, як провідний російський вершник у кінному триборстві, отримав право змагатися за нагороди літніх Олімпійських ігор 2012 у Лондоні. Повторивши своє торішнє досягнення на чемпіонаті континенту, він посів 47-ме місце у особистому заліку, проте це, безсумнівно, було значно більшим успіхом, враховуючи рівень турніру та спортсменів, які брали у ньому участь.

## Особисте життя
Одружений з Тетяною Гурою, у шлюбі з якою має сина Романа.
Окрім кінного спорту захоплюється риболовлею, любить переглядати фільми Леоніда Гайдая. Улюблені актори Настенка — Анатолій Папанов та Лариса Голубкіна. У музиці надає перевагу творчості білоруського рок-гурту «Ляпис Трубецкой».

## Спортивні результати
| Рік  | Змагання                           | Місто     | Кінь          | МО | МК |
| ---- | ---------------------------------- | --------- | ------------- | -- | -- |
| 2012 | Літні Олімпійські ігри 2012        | Лондон    | Coolroy Piter | 47 | -  |
| 2011 | Чемпіонат Європи з триборства 2011 | Лумюлен   | Fibra         | 47 | -  |
| 2009 | Чемпіонат Європи з триборства 2009 | Фонтенбло | Fibra         | 39 | -  |
| 1998 | Всесвітні кінні ігри 1998          | Рим       | Abordasch     | 69 | -  |